# Puchar Narodów Afryki 2021 (kwalifikacje)/Grupa A
Grupa A jest jedną z dwunastu grup eliminacji do turnieju o Puchar Narodów Afryki 2021. Składa się z czterech niżej wymienionych reprezentacji:
- Mali
- Gwinea
- Namibia
- Czad (drużyna wyłoniona w fazie eliminacyjnej)

Każda drużyna rozegra z każdym z pozostałych rywali dwa mecze, jeden na własnym stadionie, drugi na stadionie rywala. Mecze rozgrywane będą od listopada 2019 roku do września 2020. Dwa najlepsze zespoły w grupie uzyskają awans do turnieju finałowego.
Z powodu pandemii COVID-19 wszystkie mecze kolejek numer 3 i 4 (zaplanowane na marzec 2020), a także numer 5 (zaplanowane na czerwiec 2020) zostały odwołane, bez podania nowej daty ich rozegrania.
30 czerwca 2020 roku CAF ogłosił przesunięcie rozegrania turnieju głównego ze stycznia 2021 na styczeń 2022. 19 sierpnia 2020 roku zapadła decyzja o nowych terminach meczów eliminacyjnych: kolejki numer 3 i 4 mają zostać rozegrane w dniach 9-17 listopada 2020, a kolejki 5 i 6 22-30 marca 2021. 

## Tabela
| Msc. | Zespół     | M | W | R | P | Br+ | Br- | +/- | Pkt |
| ---- | ---------- | - | - | - | - | --- | --- | --- | --- |
| 1    | Mali       | 6 | 4 | 1 | 1 | 10  | 4   | +6  | 13  |
| 2    | Gwinea     | 6 | 3 | 2 | 1 | 8   | 5   | +3  | 11  |
| 3    | Namibia    | 6 | 3 | 0 | 3 | 8   | 7   | +3  | 9   |
| 4    | Czad (DSQ) | 6 | 0 | 1 | 5 | 2   | 12  | -10 | 1   |

|         | Mali | Gwinea | Namibia | Czad |
| ------- | ---- | ------ | ------- | ---- |
| Mali    | X    | 2:2    | 1:0     | 3:0  |
| Gwinea  | 1:0  | X      | 2:0     | 1:0  |
| Namibia | 1:2  | 2:1    | X       | 2:1  |
| Czad    | 0:2  | 1:1    | 0:3     | X    |

## Wyniki

### Kolejka 1
| 13 listopada 2019 17:00 CET | Namibia · Adoassou 66' (sam.) · Katjiukua 77' | 2:1(0:0)Raport | Czad · Ndouassel 68' | Sam Nujoma Stadium, Windhuk Sędzia: Mohamed Diraneh Guedi |
|                             |                                               |                |                      |                                                           |

| 14 listopada 2019 20:00 CET | Mali · A. Traoré I 56' · Sylla 71' (sam.) | 2:2(0:0)Raport | Gwinea · N. Keïta 66' · Condé 75' | Stade 26 mars, Bamako Sędzia: Noureddine El Jaafari |
|                             |                                           |                |                                   |                                                     |

### Kolejka 2
| 17 listopada 2019 14:00 CET | Czad | 0:2(0:2)Raport | Mali · Djenepo 14' · Camara 45+4' | Stade Omnisports Idriss Mahamat Ouya, Ndżamena Sędzia: Dahane Beida |
|                             |      |                |                                   |                                                                     |

| 17 listopada 2019 17:00 CET | Gwinea · Sylla 42' · Kanté 70' | 2:0(1:0)Raport | Namibia | Stade du 28 Septembre, Konakry Sędzia: Kouassi Attisso Attiogbe |
|                             |                                |                |         |                                                                 |

### Kolejka 3
| 11 listopada 2020 17:00 CET | Gwinea · Camara 45' | 1:0(1:0)Raport | Czad | Stade du 28 Septembre, Konakry Sędzia: Mohamed Maarouf Eid |
|                             |                     |                |      |                                                            |

| 13 listopada 2020 20:00 CET | Mali · Touré 33' (k.) | 1:0(1:0)Raport | Namibia | Stade 26 mars, Bamako Sędzia: Mohamed Ali Moussa |
|                             |                       |                |         |                                                  |

### Kolejka 4
| 15 listopada 2020 17:00 CET | Czad · Abdaraman 45' | 1:1(1:1)Raport | Gwinea · Keïta 24' | Stade Omnisports Idriss Mahamat Ouya, Ndżamena Sędzia: Seydou Tiama |
|                             |                      |                |                    |                                                                     |

| 17 listopada 2020 18:00 CET | Namibia · Kambindu 39' | 1:2(1:2)Raport | Mali · Koïta 12' · Doumbia 37' | Sam Nujoma Stadium, Windhuk Sędzia: Ali Mohamed Adelaid |
|                             |                        |                |                                |                                                         |

### Kolejka 5
| 24 marca 2021 17:00 CET | Gwinea · Soumah 76' | 1:0(0:0)Raport | Mali | Stade de l'Unité de Nongo, Konakry Sędzia: Youssef Essrayri |
|                         |                     |                |      |                                                             |

| 24 marca 2021 14:00 CET | Czad | 0:3 (wo.) | Namibia |  |
|                         |      |           |         |  |

### Kolejka 6
| 28 marca 2021 21:00 CET | Mali | 3:0 (wo.) | Czad |  |
|                         |      |           |      |  |

| 28 marca 2021 15:00 CET | Namibia · Shalulile 45+2', 77' | 2:1(1:1)Raport | Gwinea · Kane 17' | Sam Nujoma Stadium, Windhuk Sędzia: Norman Matemera |
|                         |                                |                |                   |                                                     |

## Strzelcy
2 gole
- Naby Keïta
- Peter Shalulile

1 gol
| - Ahmat Abdaraman - Ezechiel Ndouassel - Mady Camara - Sékou Condé - Mamadou Kane - José Kanté | - Seydouba Soumah - Issiaga Sylla - Mohamed Camara - Moussa Djenepo - Moussa Doumbia - Sékou Koïta | - El Bilal Touré - Adama Traoré - Elmo Kambindu - Chris Katjiukua |

Gole samobójcze
- Mathieu Adoassou (dla Namibii)
- Issiaga Sylla (dla Mali)